# Alan Minda
Alan Steve Minda García (Esmeraldas, 14 de mayo de 2003) es un futbolista ecuatoriano. Juega de delantero y su equipo actual es el Círculo de Brujas de la Primera División de Bélgica.

## Trayectoria
Se incorporó al plantel juvenil de Independiente del Valle en 2016, procedente de El Nacional. Después de hacer su debut absoluto con el equipo filial, Independiente Juniors, en la Serie B de Ecuador 2020, hizo su debut con el equipo principal el 22 de mayo de 2021, entrando como suplente en la segunda mitad por José Hurtado en una victoria 3-0 sobre Guayaquil City por la  Serie A de Ecuador.
Anotó su primer gol profesional el 1 de agosto de 2021, anotando el tercero de su equipo en una victoria de visitante por 4-0 sobre Macará. Después de presentarse regularmente, sufrió una grave lesión en la rodilla en diciembre, estuvo fuera de juego durante varios meses de la temporada 2022.
El 18 de abril de 2023, en su debut en la Copa Libertadores, Minda anotó el segundo del Independiente del  Valle en la victoria por 2-0 sobre Liverpool de Montevideo en condición de local; al hacerlo, se convirtió en el jugador más rápido en marcar para el club después de entrar como suplente en la historia del torneo.
El 12 de julio de 2023 se anunció su transferencia al fútbol de Bélgica tras firmar por cinco temporadas hasta 2028 con el Círculo de Brujas, equipo de la Primera División belga.

## Selección nacional

### Categorías inferiores
El 5 de enero de 2023 se anunció su convocatoria para disputar el Campeonato Sudamericano Sub-20 en Colombia. El 9 de mayo de 2023 fue convocado para la Copa Mundial de Fútbol Sub-20 de 2023.

#### Participaciones en Sudamericanos
| Campeonato                  | Sede     | Resultado    | Partidos | Goles |
| --------------------------- | -------- | ------------ | -------- | ----- |
| Sudamericano Sub-20 de 2023 | Colombia | Cuarto lugar | 8        | 0     |

#### Participaciones en Copas del Mundo
| Campeonato                  | Sede      | Resultado        | Partidos | Goles |
| --------------------------- | --------- | ---------------- | -------- | ----- |
| Copa Mundial Sub-20 de 2023 | Argentina | Octavos de final | 3        | 2     |

### Selección absoluta
El 29 de mayo de 2024, fue incluido en la lista de 26 futbolistas convocados por Félix Sánchez Bas para su participación en la Copa América 2024.
Fue convocado por Sebastián Beccacece para disputar la doble fecha de las eliminatorias para el Mundial de Canadá, Estados Unidos y México 2026 de septiembre de 2024 ante Brasil y Perú.

#### Participaciones en eliminatorias mundialistas
| Mundial            | Sede            | Resultado   | Partidos | Goles |
| ------------------ | --------------- | ----------- | -------- | ----- |
| Eliminatorias 2026 | América del Sur | Clasificado | 6        | 1     |

#### Participaciones en Copa América
| Copa              | Sede           | Resultado        | Partidos | Goles |
| ----------------- | -------------- | ---------------- | -------- | ----- |
| Copa América 2024 | Estados Unidos | Cuartos de final | 4        | 1     |

### Partidos internacionales
Actualizado al último partido disputado el 10 de junio de 2025.
| \| N.° \| Fecha \| Ciudad \| Rival \| Resultado \| Resultado \| Competencia \| \| --- \| ----------------------- \| ------------- \| --------- \| ------------ \| --------- \| ----------------------------- \| \| 1. \| 21 de marzo de 2024 \| Harrison \| Guatemala \| 2-0 \| Victoria \| Amistoso \| \| 2. \| 24 de marzo de 2024 \| Harrison \| Italia \| 0-2 \| Derrota \| Amistoso \| \| 3. \| 9 de junio de 2024 \| Chicago \| Argentina \| 0-1 \| Derrota \| Amistoso \| \| 4. \| 16 de junio de 2024 \| East Hartford \| Honduras \| 2-1 \| Victoria \| Amistoso \| \| 5. \| 22 de junio de 2024 \| Santa Clara \| Venezuela \| 1-2 \| Derrota \| Copa América 2024 \| \| 6. \| 26 de junio de 2024 \| Paradise \| Jamaica \| 3-1 \| Victoria \| Copa América 2024 \| \| 7. \| 30 de junio de 2024 \| Glendale \| México \| 0-0 \| Empate \| Copa América 2024 \| \| 8. \| 4 de julio de 2024 \| Houston \| Argentina \| 1-1 (2-4 p.) \| Empate \| Copa América 2024 \| \| 9. \| 10 de octubre de 2024 \| Quito \| Paraguay \| 0-0 \| Empate \| Eliminatorias al Mundial 2026 \| \| 10. \| 15 de octubre de 2024 \| Montevideo \| Uruguay \| 0-0 \| Empate \| Eliminatorias al Mundial 2026 \| \| 11. \| 14 de noviembre de 2024 \| Guayaquil \| Bolivia \| 4-0 \| Victoria \| Eliminatorias al Mundial 2026 \| \| 12. \| 19 de noviembre de 2024 \| Barranquilla \| Colombia \| 1-0 \| Victoria \| Eliminatorias al Mundial 2026 \| \| 13. \| 5 de junio de 2025 \| Guayaquil \| Brasil \| 0-0 \| Empate \| Eliminatorias al Mundial 2026 \| \| 14. \| 10 de junio de 2025 \| Lima \| Perú \| 0-0 \| Empate \| Eliminatorias al Mundial 2026 \| |                         |               |           |              |           |                               |
| N.° | Fecha                   | Ciudad        | Rival     | Resultado    | Resultado | Competencia                   |
| 1. | 21 de marzo de 2024     | Harrison      | Guatemala | 2-0          | Victoria  | Amistoso                      |
| 2. | 24 de marzo de 2024     | Harrison      | Italia    | 0-2          | Derrota   | Amistoso                      |
| 3. | 9 de junio de 2024      | Chicago       | Argentina | 0-1          | Derrota   | Amistoso                      |
| 4. | 16 de junio de 2024     | East Hartford | Honduras  | 2-1          | Victoria  | Amistoso                      |
| 5. | 22 de junio de 2024     | Santa Clara   | Venezuela | 1-2          | Derrota   | Copa América 2024             |
| 6. | 26 de junio de 2024     | Paradise      | Jamaica   | 3-1          | Victoria  | Copa América 2024             |
| 7. | 30 de junio de 2024     | Glendale      | México    | 0-0          | Empate    | Copa América 2024             |
| 8. | 4 de julio de 2024      | Houston       | Argentina | 1-1 (2-4 p.) | Empate    | Copa América 2024             |
| 9. | 10 de octubre de 2024   | Quito         | Paraguay  | 0-0          | Empate    | Eliminatorias al Mundial 2026 |
| 10. | 15 de octubre de 2024   | Montevideo    | Uruguay   | 0-0          | Empate    | Eliminatorias al Mundial 2026 |
| 11. | 14 de noviembre de 2024 | Guayaquil     | Bolivia   | 4-0          | Victoria  | Eliminatorias al Mundial 2026 |
| 12. | 19 de noviembre de 2024 | Barranquilla  | Colombia  | 1-0          | Victoria  | Eliminatorias al Mundial 2026 |
| 13. | 5 de junio de 2025      | Guayaquil     | Brasil    | 0-0          | Empate    | Eliminatorias al Mundial 2026 |
| 14. | 10 de junio de 2025     | Lima          | Perú      | 0-0          | Empate    | Eliminatorias al Mundial 2026 |

### Goles internacionales
| \| N.° \| Fecha \| Lugar \| Rival \| Gol \| Resultado \| Resultado \| Competición \| \| --- \| ----------------------- \| ------------------------------------------- \| ------- \| --- \| --------- \| --------- \| -------------------------- \| \| 1. \| 26 de junio de 2024 \| Allegiant Stadium, Paradise, Estados Unidos \| Jamaica \| 3–1 \| 3–1 \| Victoria \| Copa América 2024 \| \| 2. \| 14 de noviembre de 2024 \| Estadio Monumental, Guayaquil, Ecuador \| Bolivia \| 4–0 \| 4–0 \| Victoria \| Eliminatorias Mundial 2026 \| |                         |                                             |         |     |           |           |                            |
| N.° | Fecha                   | Lugar                                       | Rival   | Gol | Resultado | Resultado | Competición                |
| 1. | 26 de junio de 2024     | Allegiant Stadium, Paradise, Estados Unidos | Jamaica | 3–1 | 3–1       | Victoria  | Copa América 2024          |
| 2. | 14 de noviembre de 2024 | Estadio Monumental, Guayaquil, Ecuador      | Bolivia | 4–0 | 4–0       | Victoria  | Eliminatorias Mundial 2026 |

## Estadísticas

### Clubes
Actualizado al último partido disputado el 18 de agosto de 2025.
| Club                              | Div.          | Temporada     | Liga  | Liga  | Copas nacionales | Copas nacionales | Copas internacionales | Copas internacionales | Otros | Otros | Total | Total | Total  |
| Club                              | Div.          | Temporada     | Part. | Goles | Part.            | Goles            | Part.                 | Goles                 | Part. | Goles | Part. | Goles | Asist. |
| --------------------------------- | ------------- | ------------- | ----- | ----- | ---------------- | ---------------- | --------------------- | --------------------- | ----- | ----- | ----- | ----- | ------ |
| Independiente Juniors · Ecuador   | 2.ª           | 2020          | 12    | 3     | —                | —                | —                     | —                     | —     | —     | 12    | 3     | 0      |
| Independiente Juniors · Ecuador   | 2.ª           | 2021          | 16    | 6     | —                | —                | —                     | —                     | —     | —     | 16    | 6     | 0      |
| Independiente Juniors · Ecuador   | 2.ª           | 2023          | 1     | 1     | —                | —                | —                     | —                     | —     | —     | 1     | 1     | 0      |
| Independiente Juniors · Ecuador   | Total club    | Total club    | 29    | 10    | 0                | 0                | 0                     | 0                     | 0     | 0     | 29    | 10    | 0      |
| Independiente del Valle · Ecuador | 1.ª           | 2021          | 14    | 2     | 0                | 0                | 2                     | 0                     | —     | —     | 16    | 2     | 0      |
| Independiente del Valle · Ecuador | 1.ª           | 2022          | 11    | 0     | 4                | 1                | 3                     | 0                     | —     | —     | 18    | 1     | 1      |
| Independiente del Valle · Ecuador | 1.ª           | 2023          | 6     | 1     | 0                | 0                | 2                     | 1                     | —     | —     | 8     | 2     | 0      |
| Independiente del Valle · Ecuador | Total club    | Total club    | 31    | 3     | 4                | 1                | 7                     | 1                     | 0     | 0     | 42    | 5     | 1      |
| Círculo de Brujas · Bélgica       | 1.ª           | 2023-24       | 38    | 8     | 1                | 0                | —                     | —                     | —     | —     | 39    | 8     | 7      |
| Círculo de Brujas · Bélgica       | 1.ª           | 2024-25       | 30    | 1     | 2                | 0                | 10                    | 2                     | —     | —     | 42    | 3     | 6      |
| Círculo de Brujas · Bélgica       | 1.ª           | 2025-26       | 4     | 1     | 0                | 0                | —                     | —                     | —     | —     | 4     | 1     | 0      |
| Círculo de Brujas · Bélgica       | Total club    | Total club    | 72    | 10    | 3                | 0                | 10                    | 2                     | 0     | 0     | 85    | 12    | 13     |
| Total carrera                     | Total carrera | Total carrera | 132   | 23    | 7                | 1                | 17                    | 3                     | 0     | 0     | 156   | 27    | 14     |
| 1. 2.                             |               |               |       |       |                  |                  |                       |                       |       |       |       |       |        |

### Selección
Actualizado al último partido disputado el 10 de junio de 2025.
| Selección       | Año             | Amistosos | Amistosos | Amistosos | Continental | Continental | Continental | Mundial | Mundial | Mundial | Total | Total | Total  | Media goleadora |
| Selección       | Año             | Part.     | Goles     | Asist.    | Part.       | Goles       | Asist.      | Part.   | Goles   | Asist.  | Part. | Goles | Asist. | Media goleadora |
| --------------- | --------------- | --------- | --------- | --------- | ----------- | ----------- | ----------- | ------- | ------- | ------- | ----- | ----- | ------ | --------------- |
| Sub-20          | 2022            | 2         | 1         | 1         | —           | —           | —           | —       | —       | —       | 2     | 1     | 1      | 0.5             |
| Sub-20          | 2023            | —         | —         | —         | 8           | 0           | 0           | 3       | 2       | 2       | 11    | 2     | 2      | 0.18            |
| Sub-20          | Total           | 2         | 1         | 1         | 8           | 0           | 0           | 3       | 2       | 2       | 13    | 3     | 3      | 0.23            |
| Absoluta        | 2024            | 4         | 0         | 0         | 8           | 2           | 0           | —       | —       | —       | 12    | 2     | 0      | 0.17            |
| Absoluta        | 2025            | 0         | 0         | 0         | 2           | 0           | 0           | —       | —       | —       | 2     | 0     | 0      | 0               |
| Absoluta        | Total           | 4         | 0         | 0         | 10          | 2           | 0           | 0       | 0       | 0       | 14    | 2     | 0      | 0.14            |
| Total selección | Total selección | 6         | 1         | 1         | 18          | 2           | 0           | 3       | 2       | 2       | 27    | 5     | 3      | 0.19            |
| 1. 2.           |                 |           |           |           |             |             |             |         |         |         |       |       |        |                 |

## Palmarés

### Campeonatos nacionales
| Título               | Club                    | Año  |
| -------------------- | ----------------------- | ---- |
| Serie A de Ecuador   | Independiente del Valle | 2021 |
| Copa Ecuador         | Independiente del Valle | 2022 |
| Supercopa de Ecuador | Independiente del Valle | 2023 |

### Campeonatos internacionales
| Título              | Club                    | Año  |
| ------------------- | ----------------------- | ---- |
| Copa Sudamericana   | Independiente del Valle | 2022 |
| Recopa Sudamericana | Independiente del Valle | 2023 |